# Esteve d'Amasia
Esteve d'Amasia o Esteve II (en grec antic: Στέφανος Β') va ser patriarca de Constantinoble de l'any 925 al 928. Havia estat metropolità d'Amasia, la seva ciutat natal.

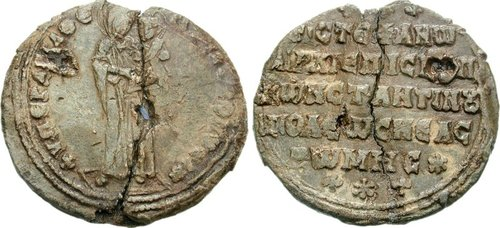
Segell d'Esteve, Patriarca de Constantinoble, que podria ser Esteve I o Esteve II

Sembla que va ser nomenat pel càrrec per l'emperador Romà I Lecapè després de la mort de l'anterior patriarca Nicolau I el Místic. Es diu que l'emperador volia que el seu fill petit Teofilacte fos patriarca de Constantinoble, però com que encara era molt jove va nomenar «provisionalment» a Esteve. El 18 de juliol de l'any 927 Esteve d'Amasia va morir. L'emperador, el 27 de desembre va triar un monjo anomenat Trifó, conegut per l'austeritat de la seva forma de vida, i que va ser ordenat patriarca per un temps acordat amb el nom de Trifó de Constantinoble, fins que Teofilacte no va tenir l'edat per ser patriarca.
Esteve d'Amasia és considerat sant per l'Església Ortodoxa, que celebra la seva festivitat el 18 de juliol.